# Brighton (Pennsylvania)
Brighton  è una township degli Stati Uniti d'America, nella contea di Beaver nello Stato della Pennsylvania. Secondo il censimento del 2000 la popolazione è di 8.024 abitanti.

## Società

### Evoluzione demografica
La composizione etnica vede una prevalenza della razza bianca (97,96%) seguita da quella afroamericana (1,07%), dati del 2000.
| township di Brighton Popolazione |        |
| 2000                             | 8.024  |
| Stima al 2009                    | 7.9261 |